# OTO Mod. 35
A Mod OTO. 35 foi uma granada de mão emitida para o Regio Esercito durante a Segunda Guerra Mundial.

## Descrição
Pôsta em serviço em 1935, a OTO Mod. 35, juntamente com a SRCM Mod. 35 e a Breda Mod. 35 representaram a nova geração de granadas de mão com as quais o Regio Esercito enfrentou a Segunda Guerra Mundial. É uma granada de mão do tipo ofensiva composta por uma bomba com corpo de alumínio pintado de vermelho, contém 36 g de TNT que no momento da explosão fragmenta uma bola de chumbo contendo pelotas de chumbo.
A O.T.O. é a mais simples dos três tipos Mod.35. O fusível Allways é acionado por uma bola de chumbo presa entre uma espoleta em forma de cone e um percussor com mola. Uma característica interessante é o projeto da bola, trata-se de um conjunto de pequenas balas envoltas em chumbo, destinadas a romper no momento da detonação, um recurso de segurança. Como a granada era do tipo ofensiva, os projetistas não queriam que uma parte pesada da bomba voasse para longe do ponto de detonação pretendido e possivelmente ferisse o lançador. Essa é a razão pela qual a bola deveria se quebrar em pequenas partes no momento da detonação. A cápsula interna contém o explosivo e um tubo iniciador/detonador. Um anel de arame fino prende as duas metades do corpo em um local específico, fixando o comprimento total, para não prender as partes internas.

### Uso operacional
Para usar, a aba de puxar com a tira de segurança anexada é retirada, pouco antes do lançamento, destravando a alavanca de segurança. Ao ser acionada, a alavanca deveria pegar o ar e ser puxada da granada, retirando a barra de segurança entre o percussor e a espoleta. Esta era uma granada de terreno aberto, pois era necessário algum tempo e distância para permitir que o mecanismo funcionasse corretamente, o que tendia a não acontecer.